# Эльмус (посёлок)

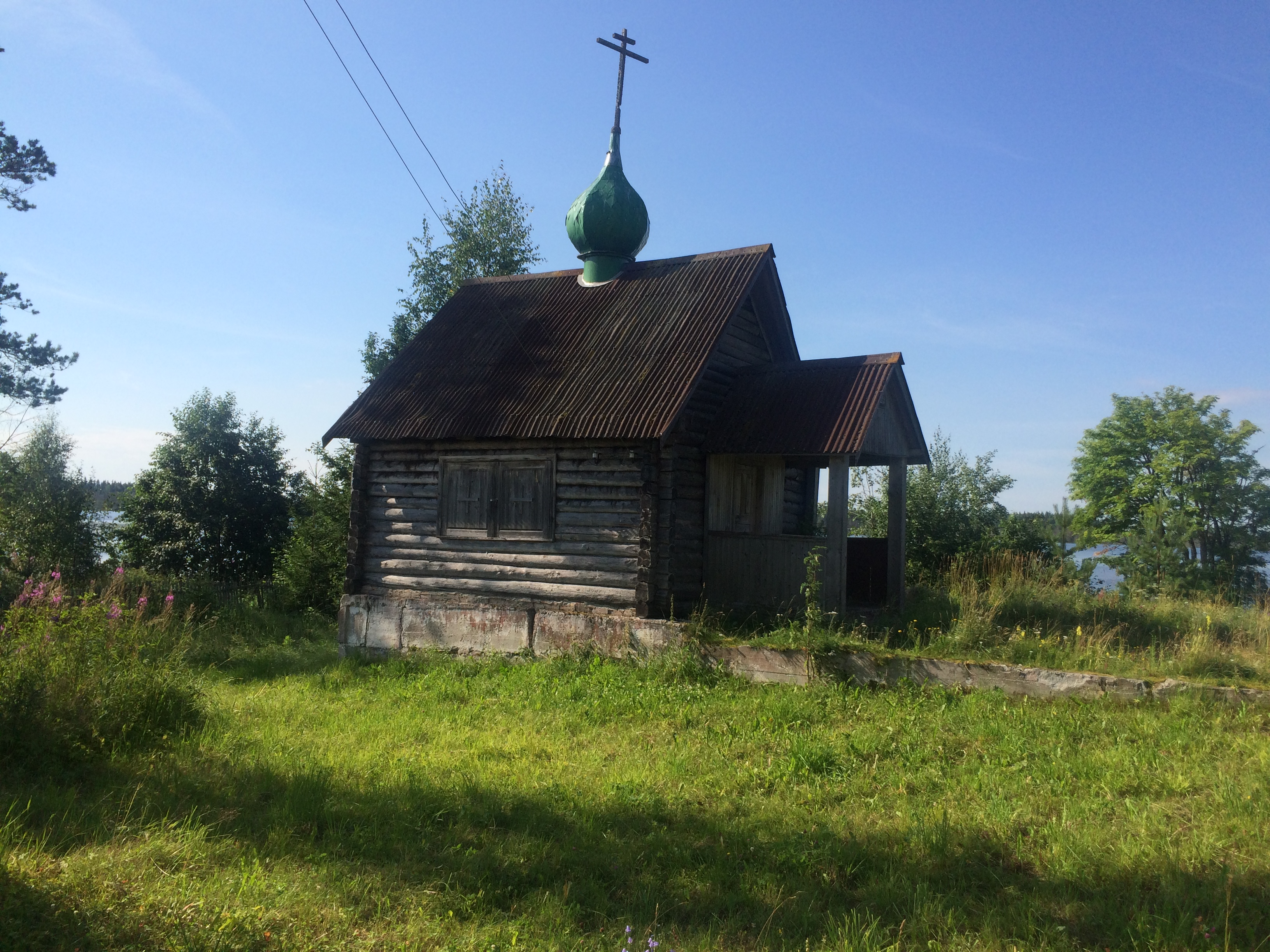
Часовня Георгия Победоносца

Э́льмус (карел. Elmus) — посёлок в Кондопожском районе Республики Карелия. Входит в состав Гирвасского сельского поселения.

## География
Посёлок находится на восточном берегу озера Эльмус.

## Население
| 2002 | 2009 | 2010 | 2013 |
| ---- | ---- | ---- | ---- |
| 143  | ↘106 | ↘73  | ↘59  |

## Улицы
- ул. Лесная,
- ул. Набережная,
- ул. Центральная.

## Достопримечательности

### Памятники истории
В посёлке находится памятник истории — братская могила советских воинов, погибших в годы Великой Отечественной войны (1941—1945). В могиле захоронено 80 советских воинов. В 1963 году на могиле была установлена вертикальная бетонная стела.

### Памятники природы
В 1,5 км к западу от посёлка расположен государственный региональный болотный памятник природы — Болото у озера Эльмус площадью 1918,0 га, ценный ягодник клюквы и морошки.
В 6,5 км к северо-западу от посёлка расположен государственный региональный болотный памятник природы — Болото Дикино площадью 213,0 га, сложная болотная система, полигон для научных исследований.